# 머리사 마이어
머리사 앤 마이어(Marissa Ann Mayer, 1975년 5월 30일 ~ )는 미국의 사업가로, 2012년부터 2017년까지 야후!의 최고경영자였다. 마이어는 포춘 500 기업 중 최연소 CEO이기도 하다. 야후 입사 전에는 오랫동안 구글의 대변인이자 집행부의 일원이었다.

## 어린 시절
마이어는 위스콘신주의 워소(Wausau)에서 미술 선생이자 핀란드계인 모친과 엔지니어인 부친 사이에서 태어났다. 워소 고등학교를 졸업한 이후인 1993년에는 위스콘신 주지사 타미 탐슨(Tommy Thompson)로부터 웨스트버지니아의 전국 청년 과학캠프 주 대표로 지명됐다.
마이어는 우등으로 스탠퍼드 대학교 기호 시스템 학사와 컴퓨터 과학 석사 학위를 받았다. 당시 마이어의 전문분야는 인공지능이었다. 2009년에는 일리노이 공과대학교에서 명예 박사학위를 받았다.

## 경력
1999년 마이어는 구글에 입사했다. 회사의 20번째 직원이고 최초의 여성 엔지니어였다. 마이어는 13년간 구글에서 엔지니어, 디자이너, 제품 관리자(product manager), 임원으로 활약했다. 마이어는 구글 서치, 구글 이미지, 구글 뉴스, 구글 맵스, 구글 북스, 구글 상품검색, 구글 툴바, 아이구글, 지메일에서 핵심적인 역할을 했다. 또한 그는 유명한 구글의 검색 홈페이지의 레이아웃을 감독하기도 했다. 구글에서의 마지막 몇 년 동안 그는 로컬, 맵스, 지역 서비스 부문 부사장을 지냈으며, 그 이전에는 상품검색, 사용자 경험 부문 부사장을 지냈다.
2012년 7월 16일, 마이어는 야후!의 최고경영자로 임명되어 이튿날부터 근무했다. 또한 그는 야후의 이사이기도 하다.